# I’m a Man
| Оценки критиков | Оценки критиков |
| Источник        | Оценка          |
| --------------- | --------------- |
| AllMusic        | Без оценки      |

«I’m a Man» — песня певца и музыканта Бо Диддли. Записана и издана в 1955 году.
Сначала песня была издана на стороне Б сингла с песней «Bo Diddley». Сингл вышел в апреле 1955 года, и это был самый первый сингл исполнителя. Потом сингл стал указываться в чартах как имеющий две стороны А. В ритм-н-блюзовом чарте журнала «Билборда» сингл добрался до 1 места.
Кроме того, в 1965 году кавер-версия этой песни в исполнении группы The Yardbirds добралась до 17 места в Billboard Hot 100.
В 2004 году журнал Rolling Stone поместил песню «I’m a Man» в исполнении Бо Диддли на 369 место своего списка «500 величайших песен всех времён». В списке 2011 года песня находится на 378 месте.
В 2010 году сингл Бо Диддли с этой песней (1956 год) был принят в Зал славы премии «Грэмми».
В 2012 году одновременно со стороной «А» сингла, на котором она была выпущена, — песней «Bo Diddley», — песня «I’m a Man» была включена в Национальный реестр аудиозаписей Библиотеки конгресса США, куда включаются наиболее важные записи в истории США, которые должны быть сохранены для будущих поколений и находиться на особом хранении.

## История создания
Вдохновением для песни «I’m a Man» послужила песня Мадди Уотерса 1955 года «Hoochie Coochie Man» (автор которой Уилли Диксон).